# 宋心濂
宋心濂（1922年7月14日—1994年7月14日），安徽泗縣人，陸軍官校第二分校第十六期步科畢業，中華民國陸軍二級上將，曾任陸軍金門防衛司令部司令官、中華民國國家安全局局長，拉法葉軍購案關鍵人物，也是李登輝政府兩岸政策六人小組之一。

## 經歷
宋心濂治軍「嚴格兇悍，巡視據點，發現髒亂，就收押營長」，任職金防部司令期間（1983年5月至1985年12月）為預防「難民戰」而主張絕對不接受投誠，「格殺毋論，不准上岸」，後任延續發展成為三七事件。1984年為追捕逃兵發生六二七事件，新兵莊輝亮被送臨時軍事法庭速審判處死刑，不准申覆，公示當眾槍決，各單位皆奉令派隊到場觀看行刑後撰寫政戰心得報告。1985年元月，一艘中國大陸舢舨因機器故障誤闖獅嶼警戒區，緊急表明平民身份後，金防部促令射殺船上六人，餘二人逃入海蝕洞跪地求饒，仍令將其推落峭壁摔死，事後搜船卻僅得一封要為母織衣過冬的家信手稿。
1985年12月15日，前中華民國總統蔣經國任命宋心濂為中華民國國家安全局長。1988年1月13日，總統李登輝繼任，宋心濂被視為擁李登輝人馬。1990年「二月政爭」期間，「非主流派」醞釀改變1990年中華民國總統選舉的提名，然而消息遭李登輝陣營掌握，「非主流派」的翻案功敗垂成。外界曾有謂翻案消息走漏是源自於時任國家安全局局長宋心濂的監聽:203，然而根據李登輝的回憶，宋心濂在事前並未提供有價值的情報。而當時李登輝方面其實對情治單位仍未信任，甚至李陣營還提防遭情治單位監聽:78。不過「非主流派」仍將宋心濂歸於擁李陣營，甚至將宋心濂與宋楚瑜、蘇志誠歸於擁李派的「兩宋一蘇」。
二月政爭期間，1990年2月11日的國民黨的臨中全會中，宋心濂與鄭為元是唯二支持「主流派」的軍系中央委員。當時在「非主流派」郝柏村的運作下，臨全會上21席軍系中央委員出現12位倒戈支持票選、7票棄權，李登輝僅獲2票支持的局面：曾遭郝逼下台的溫哈熊支持「票選」；被視為李登輝親信的蔣仲苓、郭汝霖（空軍二級上將，時任戰略顧問）、郭宗清未如預期支持李，而是投棄權票維持中立；僅宋心濂與鄭為元投票支持「起立」:155-157。
1993年5月李登輝總統就已經準備撤換宋心濂。
在國家安全局局長任內與宋楚瑜起草國統綱領。

## 逝世
1994年7月14日生日當天公布準備寫回憶錄後，在台北市陽明山中國大飯店（今陽明山中國麗緻大飯店）溫泉浴室離奇心臟病發後正面栽入大眾池淹死，旁無隨扈。退役情報員李天鐸回想此事，表示宋心濂是非常謹慎小心的人，宋心濂在外面喝水時只敢喝他自己倒的水，他從來不相信宋心濂是意外死亡。

## 荣誉

### 中华民国勋章奖章
- 二等卿云勋章（1993年7月27日于台北总统府颁授[12]）